# Macropetasma africana
Macropetasma africana är en kräftdjursart som först beskrevs av Heinrich Balss 1913.  Macropetasma africana ingår i släktet Macropetasma och familjen Penaeidae. Inga underarter finns listade i Catalogue of Life.